# Brunswick (Maryland)
Brunswick é uma cidade localizada no estado americano de Maryland, no Condado de Frederick.

## Demografia
Segundo o censo americano de 2000, a sua população era de 4894 habitantes. 
Em 2006, foi estimada uma população de 5230, um aumento de 336 (6.9%).

## Geografia
De acordo com o United States Census Bureau tem uma área de 
5,6 km², dos quais 5,5 km² cobertos por terra e 0,1 km² cobertos por água.

## Localidades na vizinhança
O diagrama seguinte representa as localidades num raio de 12 km ao redor de Brunswick. 